# Национальная лига против вакцинации

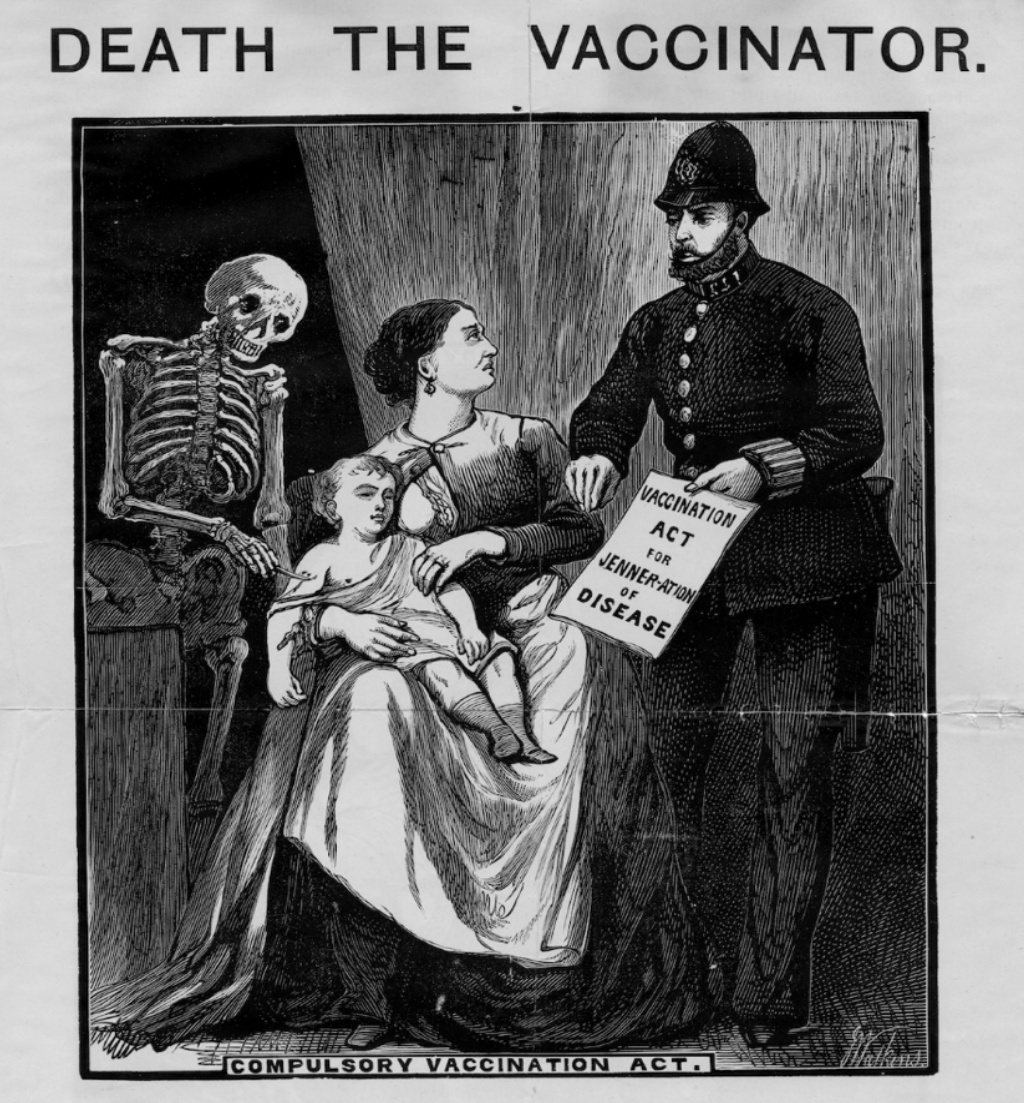
Плакат «Смерть приходит с вакцинацией» был опубликован в 1880-х годах Лондонским обществом за отмену обязательной вакцинации.

Национальная лига против вакцинации — организация, созданная в Британии в 1896 году в результате реорганизации ряда существовавших ранее организаций аналогичной направленности. Выступала против обязательной вакцинации.

## История

### Лига против обязательной вакцинации
Лига против обязательной вакцинации была создана Ричардом Батлером Гиббсом в 1866 году. Она появилась после того, как правительство сделало обязательной прививку от натуральной оспы. По данным самой Лиги, в 1871 году она насчитывала около 10 тысяч членов и имела 103 отделения.
В июне 1867 года Лига в рамках кампании против вакцинации распространила статью «Природа человека», в ней утверждалось, что от введения вакцин умерло множество детей, после этого их родители неоднократно пытались подать в Парламент петиции против обязательной вакцинации, но ни одна из них не была принята. Ричард Гиббс заявлял: «Я считаю, что сотни людей людей были отравлены вакцинацией и вылечить их нельзя. Я знаю семью, в которой после вакцинации у одного из её членов стали проявляться симптомы сифилиса, хотя остальные им не болели. Мы считаем, что родителям лучше сесть в тюрьму, чем позволить своим детям привиться золотухой, сифилисом и манией».
Среди членов Лиги были Джеймс Бёрнс, Джордж Дорнбуш и Чарльз Томас Пирс.
После смерти своего основателя в 1871 году, Лига прошла через ряд трансформаций, в 1876 году она была возрождена супругами Мэри и Уильямом Хьюм-Ротери. У Лиги было собственное издание «Occasional Circular», которое позднее стало частью «National Anti-Compulsory Vaccination Reporter».

### Лондонское общество за отмену обязательной вакцинации
В 1880 году Уильям Тебб реорганизовал Лигу в Лондонское общество за отмену обязательной вакцинации, секретарём стал Уильям Юнг. Официальным печатным органом общества стало основанное Теббом в 1879 году издание «Vaccination Inquirer». Была издано 14 «Трактатов о вакцинации», первый из них был написан в 1877 году Юнгом, последний — в 1879 году Гартом Уилкинсоном. Первым редактором «Vaccination Inquirer» был Уильям Уайт, после его смерти в 1885 году этот пост занял Альфред Майлнс. Фрэнсис Хогган и её муж написали в сентябре 1883 года для «Vaccination Inquirer» статью против обязательной вакцинации.
В 1880-х и начале 1890-х годов основной деятельностью общества стали попытки заручиться поддержкой в Парламенте. Общество поддерживали несколько членов Палаты Общин, самым известным из них был Питер Альфред Тейлор, которого называли «Меккой антивакцинации».

### Национальная лига против вакцинации
Постепенно влияние общества росло, со временем оно превзошло влияние периода главенства Хьюм-Ротери и вышло за пределы Лондона, распространившись по всей стране. Вследствие этого в феврале 1896 года оно было реорганизовано в Национальную лигу против вакцинации. Его президентом был избран Артур Фелпс. В 1898 году в Лигу вступила выпускница школы Лили Лоут, в 1909 году она была избрана секретарём.
В 1906 году Джон Бернард Шоу написал в поддержку Лиги письмо, в котором приравнял вакцинацию к «вытряхиванию содержимого совка в рану».
Журнал Лиги перестал издаваться в 1972 году.